# National Hockey League 2022/2023
National Hockey League 2022/23 var den 106:e säsongen (105:e säsongen i spel) av National Hockey League (NHL). Den ordinarie säsongen började den 7 oktober 2022, när San Jose Sharks och Nashville Predators spelade den första av två matcher i Prag, Tjeckien som en del av NHL Global Series 2022.
Slutspelet avslutades 14 juni med att Vegas Golden Knights besegrade Florida Panthers i Stanley Cup-finalen med 4-1 i matcher.

## Ligans verksamhet

### Sponsringar
Förutom sponsorlogotyper på hjälmar (helmet entitlement partner), fick lag nu sälja ytterligare en sponsorplacering på sina spelartröjor (jersey patch partner) denna säsong. Tröjans sponsorlappar fick inte vara större än 7,6x8,9 cm.
Följande lag fick tröjsponsorer:
- Arizona: Gila River Resort & Casino (hemma)
- Boston: Rapid7
- Columbus: Safelite
- Florida: AutoNation (borta)
- Minnesota: TRIA
- Montreal: RBC (hemma)
- Pittsburgh: Highmark (hemma)
- St. Louis: Stifel
- Toronto: Dairy Farmers of Ontario
- Vancouver: TD Bank (hemma)
- Vegas: Circa Las Vegas (hemma)
- Washington: Caesars Sportsbook (hemma)
- Winnipeg: Canada Life

### Entry draft
2022 NHL Entry Draft hölls den 7–8 juli 2022 på Bell Center i Montreal, Montreal Canadiens. Juraj Slafkovsky valdes först totalt av Canadiens.

### Försäsongsspel i Europa
Ligan höll försäsongsmatcher i Europa för första gången sedan 2019. Nashville Predators spelade mot SC Bern på PostFinance Arena i Bern, Schweiz, den 3 oktober 2022. San Jose Sharks spelade mot Eisbären Berlin på Mercedes-Benz Arena i Berlin, Tyskland, den 4 oktober.

## Statistik

### Grundserien

#### Poängligan
| Spelare             | Lag                 | SM | M  | A  | P   | +/– | Utv |
| ------------------- | ------------------- | -- | -- | -- | --- | --- | --- |
| Connor McDavid      | Edmonton Oilers     | 82 | 64 | 89 | 153 | +22 | 36  |
| Leon Draisaitl      | Edmonton Oilers     | 80 | 52 | 76 | 128 | +7  | 24  |
| David Pastrnak      | Boston Bruins       | 82 | 61 | 52 | 113 | +34 | 38  |
| Nikita Kucherov     | Tampa Bay Lightning | 82 | 30 | 83 | 113 | –2  | 36  |
| Nathan MacKinnon    | Colorado Avalanche  | 71 | 42 | 69 | 111 | +29 | 30  |
| Jason Robertson     | Dallas Stars        | 82 | 46 | 63 | 109 | +37 | 20  |
| Matthew Tkachuk     | Florida Panthers    | 79 | 40 | 69 | 109 | +29 | 123 |
| Mikko Rantanen      | Colorado Avalanche  | 82 | 55 | 50 | 105 | +15 | 82  |
| Ryan Nugent-Hopkins | Edmonton Oilers     | 82 | 37 | 67 | 104 | +12 | 35  |
| Elias Pettersson    | Vancouver Canucks   | 80 | 39 | 63 | 102 | +16 | 14  |

#### Målvaktsligan
| Spelare           | Lag                 | SM | TOI      | V  | F  | ÖTF | IN  | SO | SV%  | GAA  |
| ----------------- | ------------------- | -- | -------- | -- | -- | --- | --- | -- | ---- | ---- |
| Linus Ullmark     | Boston Bruins       | 49 | 2,882:12 | 40 | 6  | 1   | 91  | 2  | .938 | 1.89 |
| Filip Gustavsson  | Minnesota Wild      | 39 | 2,310:56 | 22 | 9  | 7   | 81  | 3  | .931 | 2.10 |
| Jeremy Swayman    | Boston Bruins       | 37 | 2,012:59 | 24 | 6  | 4   | 76  | 4  | .920 | 2.27 |
| Ilya Samsonov     | Toronto Maple Leafs | 42 | 2,475:36 | 27 | 10 | 5   | 96  | 4  | .919 | 2.33 |
| Ilya Sorokin      | New York Islanders  | 62 | 3,587:04 | 31 | 22 | 7   | 140 | 6  | .924 | 2.34 |
| Jake Oettinger    | Dallas Stars        | 62 | 3,644:53 | 37 | 11 | 11  | 144 | 5  | .919 | 2.37 |
| Vitek Vanecek     | New Jersey Devils   | 52 | 2,915:34 | 33 | 11 | 4   | 119 | 3  | .911 | 2.45 |
| Igor Shesterkin   | New York Rangers    | 58 | 3,488:46 | 37 | 13 | 8   | 144 | 3  | .916 | 2.48 |
| Frederik Andersen | Carolina Hurricanes | 34 | 1,984:21 | 21 | 11 | 1   | 82  | 1  | .903 | 2.48 |
| Connor Hellebuyck | Winnipeg Jets       | 64 | 3,778:00 | 37 | 25 | 2   | 157 | 4  | .920 | 2.49 |

### Slutspelet

#### Poängliga
| Spelare               | Lag                  | SM | M  | A  | P  | +/– | Utv |
| --------------------- | -------------------- | -- | -- | -- | -- | --- | --- |
| Jack Eichel           | Vegas Golden Knights | 22 | 6  | 20 | 26 | +14 | 14  |
| Jonathan Marchessault | Vegas Golden Knights | 22 | 13 | 12 | 25 | +17 | 14  |
| Matthew Tkachuk       | Florida Panthers     | 20 | 11 | 13 | 24 | +12 | 74  |
| Mark Stone            | Vegas Golden Knights | 22 | 11 | 13 | 24 | +5  | 8   |
| Roope Hintz           | Dallas Stars         | 19 | 10 | 14 | 24 | +4  | 8   |
| Chandler Stephenson   | Vegas Golden Knights | 22 | 10 | 10 | 20 | +3  | 30  |
| Connor McDavid        | Edmonton Oilers      | 12 | 8  | 12 | 20 | –1  | 0   |
| Leon Draisaitl        | Edmonton Oilers      | 12 | 13 | 5  | 18 | –1  | 10  |
| Jason Robertson       | Dallas Stars         | 19 | 7  | 11 | 18 | 0   | 2   |
| Ivan Barbashev        | Vegas Golden Knights | 22 | 7  | 11 | 18 | +14 | 18  |

#### Målvaktsligan
| Spelare           | Lag                  | SM | V  | F | SA  | IN | GAA  | SV%  | SO | TOI      |
| ----------------- | -------------------- | -- | -- | - | --- | -- | ---- | ---- | -- | -------- |
| Frederik Andersen | Carolina Hurricanes  | 9  | 5  | 3 | 245 | 18 | 1.83 | .927 | 0  | 590:18   |
| Igor Shesterkin   | New York Rangers     | 7  | 3  | 4 | 203 | 14 | 1.96 | .931 | 0  | 427:38   |
| Adin Hill         | Vegas Golden Knights | 16 | 11 | 4 | 488 | 33 | 2.17 | .932 | 2  | 913:20   |
| Akira Schmid      | New Jersey Devils    | 9  | 4  | 4 | 229 | 18 | 2.35 | .921 | 2  | 459:46   |
| Sergei Bobrovsky  | Florida Panthers     | 19 | 12 | 6 | 639 | 54 | 2.78 | .915 | 1  | 1,164:21 |

## Milstolpar

### Första matchen
| Spelare          | Lag                | Noterbart                        |
| ---------------- | ------------------ | -------------------------------- |
| Juraj Slafkovsky | Montreal Canadiens | Förstaval i NHL Entry Draft 2022 |

### Sista matchen
| Spelare          | Lag                   | Noterbart |
| ---------------- | --------------------- | --- |
| Craig Anderson   | Buffalo Sabres        | Vinnare av Bill Masterton Memorial Trophy, över 300 vinster, äldsta aktiva spelaren i NHL vid karriäravslut |
| Patrice Bergeron | Boston Bruins         | Över 1200 matcher spelade, vinnare av Frank J. Selke Trophy, King Clancy Memorial Trophy, Mark Messier Leadership Award, NHL Foundation Player Award, NHL All-Star, NHL 2010s All-Decade Team, Trippelguldklubben |
| Derick Brassard  | Ottawa Senators       | Över 1000 matcher spelade |
| Brian Elliott    | Tampa Bay Lightning   | Vinnare av William M. Jennings Trophy, två gånger uttagen till NHL All-Star |
| Thomas Greiss    | St. Louis Blues       | Vinnare av William M. Jennings Trophy |
| David Krejci     | Boston Bruins         | Över 1000 matcher spelade |
| Wayne Simmonds   | Toronto Maple Leafs   | Över 1000 matcher spelade, vinnare av Mark Messier Leadership Award, uttagen till NHL All-Star |
| Eric Staal       | Florida Panthers      | Över 1300 matcher spelade, NHL All-Star team selection, uttagen till NHL All-Star, medlem i Trippelguldklubben |
| Paul Stastny     | Carolina Hurricanes   | Över 1100 matcher spelade, uttagen till NHL All-Star |
| Jakub Voracek    | Columbus Blue Jackets | Över 1000 matcher spelade, NHL All-Star team selection, uttagen till NHL All-Star |